# Flygande finländaren
"Flygande finländaren" (finska: Lentävä suomalainen, engelska: Flying Finn) är ett epitet eller smeknamn som många finska idrottsutövare har fått genom åren. Ursprungligen var begreppet myntat på de finska långdistanslöparna, men har sedermera utvidgats till att gälla framstående finska utövare från ett brett spektrum av idrotter.

## Löpning
Smeknamnet blev först använt på långdistanslöparen Hannes Kolehmainen, som även var känd som "leende Hannes", när denne tog tre guldmedaljer och satte två världsrekord under OS i Stockholm 1912. Finland fortsatte att dominera på löparbanorna också under 1920-talet, främst genom Paavo Nurmi och Ville Ritola och då var det naturligt att omnämna dessa i pluralis - "de flygande finländarna". Näste flygande finländare var hinderspecialisten Volmari Iso-Hollo som vann 3000 meter hinder både 1932 och 1936. Den femfaldige världsrekordinnehavaren Taisto Mäki fick också detta smeknamn under sin USA-turné 1940. Den siste flygande finländaren var Lasse Virén, dubbel guldmedaljör på de längsta bandistanserna både i OS 1972 och OS 1976.

## Motorsport
Inom rallysporten har Timo Mäkinen, Hannu Mikkola, Juha Kankkunen och Tommi Mäkinen alla kallats "flygande finländare". Begreppet var redan på 1960-talet så etablerat att Castrol 1968 gav ut en film med namnet "The Flying Finns", som handlade om duellen mellan Timo Mäkinen och Hannu Mikkola i Finska rallyt.
I formel 1 har Leo Kinnunen, Keke Rosberg och Mika Häkkinen fått epitetet.
Också racerföraren Rory Penttinen har kallats The Flying Finn.

## Fotboll
Shefki Kuqi, finsk fotbollsspelare med kosovoalbanska rötter, spelar för närvarande för Oldham Athletic i engelska Football League One. Han har en väldigt speciell målgest, vilken har gett honom smeknamnet "den flygande finländaren".

## Vintersport
Backhopparna Matti Nykänen och Janne Ahonen, alpinisten Kalle Palander och ishockeyspelaren Teemu Selänne är exempler på vinteridrottare som förärats med epitetet.

## Övriga idrottare
Även tennisspelaren Jarkko Nieminen har titulerats flygande finländare.